# Clathrina hirsuta
Clathrina hirsuta är en svampdjursart som beskrevs av Klautau och Valentine 2003. Clathrina hirsuta ingår i släktet Clathrina och familjen Clathrinidae.
Artens utbredningsområde är havet utanför Sydafrika. Inga underarter finns listade i Catalogue of Life.